# Nelson Akwari
Nelson Ndukwe Akwari (Houston, 4 febbraio 1982) è un ex calciatore statunitense, di ruolo difensore.

## Carriera

### Club
Ha giocato nella massima serie statunitense.

### Nazionale
Ha giocato nelle nazionali giovanili statunitensi Under-17 ed Under-20.